# A56-os autópálya (Olaszország)
Az A56-os autópálya egy 20,2 km hosszúságú autópálya Olaszországban, Campania régióban. Fenntartója az Tangenziale di Napoli.